# Ms. Pac-Man
Ms. Pac-Man (ミズ・パックマン Mizu Pakku Man?) es un videojuego arcade de laberintos de 1982 desarrollado por General Computer Corporation y publicado por Midway. Es una secuela derivada de Pac-Man (1980) y la primera entrega de la serie que no fue creada por Namco. Controlando al personaje principal, la esposa de Pac-Man, el jugador tiene la tarea de comer todas las bolitas en un laberinto cerrado mientras evita cuatro fantasmas de colores. Comer las "bolitas de poder" más grandes le permite al jugador comerse a los fantasmas, que se vuelven azules y huyen.
General Computer creó el videojuego como un kit de modificación para el Pac-Man original, titulado Crazy Otto. Sin embargo, debido a acciones legales previas con Atari, Inc., GCC se vio obligada a presentar el proyecto a Midway, el distribuidor norteamericano de Pac-Man. Midway compró el proyecto y reclutó a GCC para usar el videojuego como base para la secuela de Pac-Man. Se consideraron varios nombres para el videojuego, incluidos Miss Pac-Man y Mrs. Pac-Man, antes de elegir el nombre final por ser más fácil de pronunciar. Si bien el desarrollo comenzó sin el consentimiento de Namco, el presidente de la empresa, Masaya Nakamura, intervino y brindó comentarios sobre el diseño del personaje del jugador. La empresa finalmente cobró las mismas regalías por cada gabinete al igual que hacían con Pac-Man.
Ms. Pac-Man fue aclamada por la crítica por sus mejoras a la jugabilidad original y por tener una protagonista femenina; algunos lo han calificado como superior a Pac-Man. Ha sido incluido entre los mejores videojuegos de todos los tiempos y como uno de los videojuegos arcade estadounidenses de mayor éxito jamás creados. El éxito del videojuego inspiró una variedad de productos exitosos, varias adaptaciones para numerosas consolas domésticas y sistemas portátiles, una caricatura televisiva que incluía a Pac-Man y numerosas secuelas y nuevas versiones de videojuegos que generaron una serie de videojuegos derivada del videojuego Ms. Pac-Man. Los derechos del videojuego son propiedad de la empresa sucesora de Namco, Bandai Namco Entertainment. Sin embargo, el videojuego y su personaje principal han sufrido varios problemas de propiedad legal entre Namco y General Computer Corporation.

## Jugabilidad
La jugabilidad es muy similar a la de Pac-Man. El jugador gana puntos comiendo bolitas y evitando fantasmas (el contacto con uno hace que Ms. Pac-Man pierda una vida). Comer un energizante (o «power pellet» (en español, «bola de poder»)) hace que los fantasmas se vuelvan azules, lo que permite comerlos para obtener puntos extra. Las frutas de bonificación se pueden comer para aumentar el valor de los puntos, dos veces por ronda. A medida que aumentan las rondas, la velocidad aumenta y los energizantes generalmente reducen la duración de la vulnerabilidad de los fantasmas, y finalmente se detienen por completo.

### Diferencias conPac-Man
- El videojuego tiene cuatro laberintos que aparecen en diferentes combinaciones de colores y se alternan después de cada uno de los intermedios del videojuego. El laberinto rosa aparece en los niveles uno y dos; el laberinto azul claro aparece en los niveles tres, cuatro y cinco; el laberinto marrón aparece en los niveles seis al nueve; y el laberinto azul oscuro aparece en los niveles 10 al 14. Después del nivel 14, las configuraciones del laberinto se alternan cada cuatro niveles.
- El primer, segundo y cuarto laberinto tienen dos conjuntos de túneles conectados, a diferencia de solo uno en el laberinto original.
- Las paredes tienen un color sólido en lugar de un contorno, lo que hace que sea más fácil para un jugador novato ver dónde están los caminos alrededor de los laberintos.
- El fantasma naranja se llama Sue, en lugar de Clyde; Posteriormente, su color se cambió a morado en Pac-Land para diferenciarla.
- Los patrones de comportamiento de los fantasmas son diferentes e incluyen movimientos semialeatorios, lo que impide el uso de patrones para completar cada ronda. Blinky (rojo) y Pinky (rosa) se mueven aleatoriamente en los primeros segundos de cada nivel, hasta la primera inversión. Inky (cian) y Sue (naranja) todavía usan los mismos patrones de movimiento del videojuego anterior en sus respectivas esquinas, nuevamente hasta la primera inversión.
- En lugar de aparecer en el centro del laberinto, las frutas rebotan alrededor del laberinto, entran y (si no se comen) salen a través de los túneles. Una vez que se han encontrado todas las frutas, aparecen en secuencia aleatoria durante el resto del videojuego, comenzando en la octava ronda; a un plátano de 5000 puntos le puede seguir un par de cerezas de 100 puntos.
- Cuando Ms. Pac-Man hace contacto con un fantasma y muere, gira o, como dice la parte posterior del volante, «se desmaya y cae dramáticamente»[4] en lugar de doblarse sobre sí misma como lo hizo el Pac-Man original.
- Los tres intermedios siguen la relación en desarrollo entre el Pac-Man original y la Sra. Pac-Man (desde el momento en que se conocieron hasta que una cigüeña dejó a su bebé). Este último sirvió de base para Baby Pac-Man y se hace referencia a él en Jr. Pac-Man.
- La desaceleración aplicada a los fantasmas en los túneles conectados solo se aplica durante las primeras tres rondas de este videojuego.
- Los efectos de sonido y la música son todos nuevos.

## Desarrollo
Ms. Pac-Man fue ideado originalmente como un kit de mejora para Pac-Man llamado Crazy Otto, creado por programadores que trabajaban en General Computer Corporation (GCC). Mientras Crazy Otto estaba en desarrollo, GCC resolvió una demanda con Atari, Inc. por su kit de conversión para Missile Command llamada Super Missile Attack. Parte de los términos del acuerdo prohibían a GCC vender futuros kits de conversión sin el consentimiento del fabricante original del videojuego.
En lugar de descartar por completo Crazy Otto, los programadores decidieron presentar el videojuego completo a Midway, el distribuidor estadounidense de Pac-Man de Namco. Midway estaba entusiasmado de que un videojuego así hubiera llamado su atención, ya que esperaban aprovechar el éxito de Pac-Man con una secuela. Compraron los derechos de Crazy Otto y trabajaron con GCC y Namco para preparar el videojuego para su lanzamiento. En el desarrollo final, el nombre y los personajes del videojuego experimentaron múltiples cambios. Se modificaron los sprites, el texto y los elementos menores del videojuego para reflejar mejor la serie Pac-Man.
El videojuego se tituló inicialmente Super Pac-Man y contenía a Pac-Man como personaje principal. Inspirado en las escenas de Crazy Otto, con la contraparte femenina de Crazy Otto, el personaje principal se hizo femenino y el videojuego pasó a llamarse Pac-Woman. Ese nombre fue descartado en favor de Miss Pac-Man, pero los desarrolladores luego se dieron cuenta de que, dado el tercer intermedio que mostraba una cigüeña entregando un bebé a Pac-Man y al personaje del jugador, podría surgir confusión sobre su relación. A la luz de esto, el nombre fue cambiado a Mrs. Pac-Man, y luego finalmente a Ms. Pac-Man, que era más fácil de pronunciar. El programador Steve Golson dijo: «En el lapso de sólo dos semanas, pasó de Crazy Otto a Super Pac-Man a Miss Pac-Man». Todos estos cambios posteriores (Miss, Mrs. y Ms.) ocurrieron dentro de las 72 horas posteriores a la producción real.
Poco antes del lanzamiento, Stan Jarocki de Midway declaró que Ms. Pac-Man fue concebido en parte como una respuesta al Pac-Man original por ser «el primer videojuego comercial en involucrar a un gran número de mujeres como jugadoras», y que era «nuestra manera de agradecer a todas esas mujeres que han jugado y disfrutado de Pac-Man». Según una estimación de 1982, la mayoría de los jugadores de Pac-Man eran mujeres. Así lo corroboró el jefe de marketing del Castle Park Entertainment Center, Michael Leone, quien señaló que su empresa «ha notado una tendencia reciente en nuestros pabellones de juegos que indica una tremenda aceptación femenina del juego Pac-Man», y agregó que «era natural para Midway... introducir una Sra. Pac-Man».
El cofundador de GCC, Doug Macrae, señaló que Masaya Nakamura, presidente de Namco en ese momento, le dio comentarios directos sobre el personaje de Ms. Pac-Man. En una entrevista, Macrae dijo: «Enviamos ROMs a Midway, y ellos los enviaron a Japón para que el presidente de Namco, Masaya Nakamura, los revisara. Dijo: "Me encanta el concepto, deshazte del pelo"». Añadió: «Había un poco de vergüenza [en Namco] por el hecho de que la secuela se estuviera haciendo en otro lugar que no fueran sus propios laboratorios... El acuerdo que Namco tenía con Midway era que Namco seguiría recibiendo sus regalías por Ms. Pac-Man ... y Midway podía elegir hacer lo que quisiera para pagarnos regalías además de a Namco».
No se sabe que Toru Iwatani, el creador de Pac-Man, haya comentado públicamente sobre Ms. Pac-Man, a pesar de las preguntas de los periodistas.

## Propiedad
El grupo GCC acordó el 29 de octubre de 1981 ceder los derechos de Ms. Pac-Man a Midway a cambio del pago de regalías por la venta del videojuego. En ese momento, Midway tenía la licencia de Namco para la distribución de videojuegos, publicidad y productos de Pac-Man en América del Norte. Después de que el videojuego se volvió un gran éxito, Midway y GCC emprendieron una batalla legal por las regalías de la mercancía antes de llegar finalmente a un acuerdo en 1983. Este acuerdo establecía que los miembros de GCC recibirían regalías de Midway por el uso de Ms. Pac-Man en contextos comerciales.
Namco (ahora Bandai Namco) llegó a un acuerdo adicional con las partes interesadas de GCC en 2008. Si bien Bandai Namco controla los derechos de autor y la propiedad intelectual de Ms. Pac-Man, algunos derechos y obligaciones de regalías aún no se han resuelto.

### Disputa con AtGames
En agosto de 2019, AtGames, una empresa especializada en microconsolas que incorporan videojuegos arcade más antiguos, adquirió las regalías adeudadas a GCC. AtGames se había acercado inicialmente a los miembros del grupo GCC para solicitar la licencia de Ms. Pac-Man para posibles productos. Bandai Namco, al enterarse de que AtGames había estado buscando estos derechos para un posible videojuego mini-arcade, presentó una demanda contra AtGames alegando que AtGames se presentó falsamente como una empresa autorizada para fabricar productos de Ms. Pac-Man y creó mini-gabinetes de Ms. Pac-Man bajo esas afirmaciones. También alegó publicidad engañosa, competencia desleal y violación de derechos de autor.
El caso fue finalmente desestimado con perjuicio el 27 de octubre de 2020, tras una solicitud de Bandai Namco. El juez presidente Vince Chhabria declaró que «todas las partes involucradas habían resuelto el caso por su propia cuenta». Los detalles del acuerdo se mantuvieron confidenciales y el estado actual de las regalías de Ms. Pac-Man no se ha revelado.
A partir del lanzamiento de Pac-Land en Arcade Archives en 2022, el personaje de Ms. Pac-Man ha sido eliminado de los videojuegos que anteriormente la presentaban. En su lugar hay un nuevo personaje conocido como Pac-Mom, quien también la reemplaza en las versiones  de Pac-Land presentes en Pac-Man Museum+, Pac-In-Time y Pac-Attack, y en Pac-Man World Re-Pac, una nueva versión de Pac-Man World. El personaje también había sido eliminado del lanzamiento de Tinkle Pit en Arcade Archives en 2024. Bandai Namco no ha dado una razón oficial para los cambios, pero los medios de comunicación han asumido que se hizo para evitar problemas legales con AtGames.

## Lanzamiento
El reportero Patrick Goldstein de Los Angeles Times informó que el videojuego hizo su debut público el 3 de febrero de 1982 «con el típico estilo del mundo del espectáculo, en una conferencia de prensa en el Castle Park Entertainment Center de Sherman Oaks». Señaló que «se espera que el videojuego aparezca en muchas salas de videojuegos durante las próximas semanas».
Atari, Inc. lanzó versiones del videojuego para las computadoras Atari 2600, Atari 5200, Atari 7800 y Atari de 8 bits. También hubo versiones para VIC-20, Commodore 64, ZX Spectrum, IBM PC, Apple II y TI-99/4A lanzadas bajo el sello Atarisoft. A diferencia de Pac-Man, la mayoría de las versiones domésticas de Ms. Pac-Man incluyen las tres pantallas de intermedio del videojuego de arcade. La versión de Pac-Man para Atari 2600 era famosa por sus fantasmas parpadeantes, mientras que la versión para 2600 de Ms. Pac-Man tenía un parpadeo mínimo.
En 1983 Coleco lanzó una versión de mesa de Ms. Pac-Man. La unidad tenía la forma de una máquina arcade en miniatura, se controlaba con un pequeño joystick incorporado y utilizaba una pantalla fluorescente de vacío multicolor. Fue finalista en la categoría de Juego del año en los Arcade Awards de 1983, celebrados en enero de 1984. En 1991, Atari Corporation lanzó una versión para Lynx, introduciendo nuevos laberintos, un cuarto intermedio y un potenciador que le da al jugador un aumento de velocidad temporal.
Tengen lanzó una versión no licenciada del videojuego en 1990 para Nintendo Entertainment System. Namco lanzó su propia versión de NES de Ms. Pac-Man en América del Norte en noviembre de 1993. Las versiones para Genesis, Master System y NES, de Tengen, y la versión para SNES, de Williams Entertainment, se tomaron algunas libertades. Presentaron cuatro conjuntos diferentes de laberintos: los laberintos arcade originales, laberintos más grandes, laberintos más pequeños y laberintos "extraños". También había una opción llamada Pac-Booster que permitía a los jugadores hacer que Ms. Pac-Man se moviera mucho más rápido, que solo estaba disponible en el videojuego arcade original desde un menú de mantenimiento. Estas versiones también permitían que dos personas jugaran simultáneamente, con el jugador 2 como Pac-Man. El juego termina en el nivel 32, con un intermedio donde Pac-Man y Ms. Pac-Man se despiden. Fue lanzado para Game Boy Color con dos nuevos laberintos y un juego extra (Super Pac-Man).
En 2001, Namco lanzó una placa arcade con Ms. Pac-Man y Galaga en honor al 20.° aniversario de ambos videojuegos con el subtítulo «20 Year Reunion / Class of 1981». También incluye a Pac-Man como un videojuego extra oculto. La edición del 25.° aniversario permite seleccionar los tres videojuegos en el menú principal. Ms. Pac-Man fue incluido en la colección para CD-i Arcade Classics (lanzada en Europa, pero no en América del Norte). Tiene todas las características adicionales de las versiones de Tengen, aunque ni Tengen ni Williams Electronics fabricaron esta versión. Fue incluido en las series de antologías de videojuegos clásicos de finales de los años 1990 de Namco, Microsoft y Atari, y es un minijuego desbloqueable en la versión de SNES de Pac-Man 2: The New Adventures y en Pac-Man World 2. Jakks Pacific lanzó una versión independiente del videojuego que funciona con batería y que se puede conectar directamente a un televisor. Ms. Pac-Man y otros cuatro videojuegos (Galaga, Mappy, Xevious y Pole Position) fueron incluidos en un controlador manual con joystick autónomo. Ms. Pac-Man también fue uno de los videojuegos gratuitos incluido en cada disco de Xbox Live Arcade para la Xbox original. La versión XBLA para Xbox 360 se lanzó el 9 de enero de 2007, con una tabla de clasificación en línea y doce logros. Ms. Pac-Man fue lanzado posteriormente en Namco Museum Volume 3.
El 11 de julio de 2008, Ms. Pac-Man fue lanzado para iPhone, iPod Touch y iPad a través de la App Store. Dichas versiones fueron eliminadas de la App Store en julio de 2022. El videojuego también fue lanzado en julio de 2008 para Windows Mobile. Como parte del 30.° aniversario de Pac-Man, Ms. Pac-Man fue uno de los videojuegos incluidos en la versión doméstica de la máquina arcade Pac-Man's Arcade Party. Ocho años más tarde, Pac-Man's Arcade Party fue sucedido por Pac-Man's Pixel Bash, que agregó 19 videojuegos a la lista existente, pero Ms. Pac-Man solo estaba disponible si la máquina estaba configurada en Free Play. Fue incluido como contenido descargable en Pac-Man Museum para PlayStation 3, Windows y Xbox 360. En junio de 2020, Arcade1Up de Tastemakers decidió anunciar que Ms. Pac-Man finalmente se agregaría a su línea de gabinetes de arcade de escala 3/4. La unidad también incluyó algunos otros videojuegos arcade de Bandai Namco, incluidos Galaxian, Pac-Mania y Pac-Man Plus .
El 19 de abril de 2016, Ms. Pac-Man se lanzó en Xbox One y PlayStation 4  como parte del sello Arcade Game Series de Bandai Namco. En cuanto a cuestiones legales en años posteriores, la última aparición oficial y jugable del personaje fue en un evento crossover de Pac-Man para Sonic Dash en 2018, mientras que su última aparición oficial fue como un cameo menor en el fondo del escenario Pac-Land en Super Smash Bros. Ultimate, más tarde en el mismo año.

## Recepción

### Arcade
En los Estados Unidos, Ms. Pac-Man encabezó las listas mensuales de RePlay de máquinas recreativas verticales durante gran parte de 1982, incluida la mayoría de los meses entre abril y diciembre. Pac-Man y Ms. Pac-Man también encabezaron las listas de RePlay de máquinas recreativas cocktail de EE. UU. durante 23 meses, desde febrero de 1982 hasta 1983 y febrero de 1984. Fue catalogado como el videojuego arcade de mayor recaudación de 1982 por Cash Box y la Amusement & Music Operators Association (AMOA), mientras que la revista RePlay incluyó a Donkey Kong como el título de mayor recaudación del año. Cash Box luego incluyó a Ms. Pac-Man como uno de los dos videojuegos arcade más taquilleros de 1983, junto con Pole Position. Más tarde fue catalogado por AMOA como uno de los cinco videojuegos arcade más taquilleros de 1984.
En 1988, Ms. Pac-Man vendió 125 000 unidades arcade, recaudó 1200 millones de dólares en 1987 y 1500 millones de dólares en total (3100 millones de dólares ajustados por inflación) a fecha de 1995. InfoWorld afirmó que Ms. Pac-Man de Atarisoft para Commodore 64 era tan bueno como la versión de 8 bits más vendida de Atari. La versión de Mega Drive del videojuego vendió más de un millón de copias en los Estados Unidos.
El videojuego de arcade recibió un Certificado de Mérito como subcampeón en la categoría Videojuego operado con monedas del año en los Arcade Awards de 1982, celebrados en enero de 1983.

### Versiones
En enero de 1984, la versión para Atari 2600 de Ms. Pac-Man ganó el premio al Videojuego del Año en los Arcade Awards de 1983, empatado con Lady Bug.
La revista Computer Games calificó la versión de Commodore 64 como una conversión «espectacular» e «increíble», al tiempo que afirmó que las versiones de Atari 5200 e IBM PC sufrían de limitaciones pero eran, sin embargo, versiones «disfrutables». Más tarde le dieron una calificación de "Clásico" a otras versiones para computadoras domésticas, llamando a Ms. Pac-Man el «mejor» videojuego de laberintos. Al reseñar la versión para SNES, tres de los cuatro críticos de Electronic Gaming Monthly dijeron que la jugabilidad era atemporal y universalmente atractiva, y que las mejoras eran atractivas. El cuarto crítico, Sushi-X, consideró que el videojuego original era una forma barata de sacar provecho de la popularidad de Pac-Man y que no había envejecido bien. A Doctor Devon de GamePro le gustó el videojuego original, pero cuestionó el valor de la versión para SNES ya que consideró que tenía controles algo frustrantes, y que Ms. Pac-Man ya había aparecido en la SNES en forma de un desbloqueable en Pac-Man 2: The New Adventures.
Clayton Walnum de la revista STart elogió los nuevos laberintos de la versión para Lynx y la adición de los potenciadores de rayos, y encontró que el videojuego se transfirió bien a la pantalla pequeña. Julian Rignall reseñó la versión de Atari Lynx para CVG Magazine, escribiendo que «ofrece un desafío divertido y no violento que atraerá a cualquiera», dando una puntuación final de 79 sobre 100. Les Ellis reseñó el videojuego para Raze en febrero de 1991, afirmando que le gustaban las «pequeñas y ordenadas escenas entre niveles» y la «alegre melodía del título», y le dio al videojuego una puntuación final de 79%. Robert A. Jung de IGN le dio a la versión de Lynx una puntuación final de ocho sobre diez, escribiendo: «Una adaptación decente en general, y un buen juego por derecho propio».
Al reseñar la versión de Game Gear, GamePro comentó: «Si te encantaron los juegos de Pac-Man, entonces te encantó Ms. Pac-Man, y si te encantó Ms. Pac-Man en los arcades, te encantará aquí también».

## Legado
En 1996, Electronic Gaming Monthly informó que la versión para Mega Drive de Ms. Pac-Man, que se lanzó en 1991, todavía estaba entre los 20 videojuegos más vendidos de la consola. Ese mismo año, Next Generation clasificó la versión arcade en el puesto número 12 de su «Top 100 de juegos de todos los tiempos», afirmando que había envejecido mucho mejor que el Pac-Man original debido a su IA de monstruos más inteligente, laberintos variados, frutas en movimiento e intermedios. Agregaron: «Tiene el atractivo más amplio de cualquier juego que Next Generation haya visto, con la posible excepción de Tetris. A las mujeres les encanta. A los hombres les encanta. A los niños les encanta». En 1997, Electronic Gaming Monthly incluyó las versiones de Genesis y SNES en el puesto número 89 de sus «100 mejores juegos de todos los tiempos», afirmando que «el juego simultáneo para dos jugadores y los nuevos laberintos reviven por completo este clásico». En 1999, Next Generation incluyó a Ms. Pac-Man en el puesto número 41 de sus «50 mejores juegos de todos los tiempos», comentando: «Suena más fácil de lo que es, y hace que el juego sea uno al que volvemos constantemente, semana tras semana».
En 2009, Game Informer colocó a Ms. Pac-Man en el décimo lugar de su lista de «Los 200 mejores juegos de todos los tiempos», afirmando que «superó [al Pac-Man original] en casi todos los aspectos». El videojuego había bajado un puesto respecto a la lista anterior de los mejores juegos de todos los tiempos de Game Informer . Entertainment Weekly nombró a Ms. Pac-Man uno de los diez mejores videojuegos para Atari 2600 en 2013. En 2016, Ms. Pac-Man ocupó el quinto lugar en la lista de «Los 50 mejores videojuegos de todos los tiempos» de Time. En 2022, el The Strong National Museum of Play incorporó a Ms. Pac-Man al World Video Game Hall of Fame.